# Trichomanes lepervanchii
Trichomanes lepervanchii là một loài dương xỉ trong họ Hymenophyllaceae. Loài này được Cordem. mô tả khoa học đầu tiên năm 1891.
Danh pháp khoa học của loài này chưa được làm sáng tỏ. 